# Каватина
Кавати́на (итал. cavatina, уменьшительное от итал. cavata) — небольшая лирическая оперная ария. Произошла от каваты.
С конца XVIII века часто — выходная ария в опере (каватина Фигаро в опере «Севильский цирюльник», каватины Князя, Алеко). Небольшая и несложная песенная форма в небыстром темпе в духе арии с одной нежной темой. В XIX—XX вв. наряду с виртуозной (каватина Розины и др.) распространена каватина созерцательного плана в умеренно-медленном темпе, с песенной мелодикой (две каватины в оратории «Времена года» Й. Гайдна; каватины Агаты, Антониды; каватина Невесты в симфонии-кантате «На поле Куликовом» Шапорина; каватина Тома в опере «Похождения повесы» Стравинского). Некоторые каватины являются развёрнутыми ариями (каватины Людмилы, Кончаковны, Владимира Игоревича). Каватинами иногда называют певучие инструментальные пьесы.

## Известные типичные каватины
- «Largo al factotum», каватина Фигаро из оперы Джоаккино Россини «Севильский цирюльник» (1816).
- «Casta Diva», каватина Нормы — ария из оперы Винченцо Беллини «Норма» (1831)
- «Regnava nel silenzio», каватина Лючии из оперы Гаэтано Доницетти «Лючия ди Ламмермур» (1835)
- «Медленно день угасал…», каватина Владимира Игоревича из оперы А. П. Бородина «Князь Игорь» (1890)
- «Весь табор спит…», каватина Алеко из оперы С. В. Рахманинова «Алеко» (1892)